# Shodan (witryna)
Shodan – wyszukiwarka, która pozwala użytkownikom wyszukiwać różne typy serwerów (kamery internetowe, routery, serwery itp.) podłączonych do Internetu przy użyciu różnych filtrów. Niektórzy opisują ją również jako wyszukiwarkę banerów usług, czyli metadanych, które serwer wysyła z powrotem do klienta. Mogą to być informacje o oprogramowaniu serwera, opcjach obsługiwanych przez serwer, komunikatów powitalnych lub innych informacji, które klient może poznać przed rozpoczęciem interakcji z serwerem.
Shodan gromadzi dane głównie o serwerach internetowych (HTTP/HTTPS – porty 80, 8080, 443, 8443), a także FTP (port 21), SSH (port 22), Telnet (port 23), SNMP (port 161), IMAP (porty 143 lub (szyfrowany) 993), SMTP (port 25), SIP (port 5060), i Real Time Streaming Protocol (RTSP, port 554). Ten ostatni może być używany do uzyskiwania dostępu do kamer internetowych i ich strumieni wideo.
Został uruchomiony w 2009 roku przez programistę komputerowego Johna Matherly’ego, który w 2003 roku wpadł na pomysł wyszukiwania urządzeń podłączonych do Internetu. Nazwa Shodan nawiązuje do SHODAN, postaci z gry komputerowej System Shock.

## Historia
Serwis rozpoczął swoją działalność jako autorski projekt Matherly’ego, zakładającym, że do Internetu podłączona jest duża liczba urządzeń i systemów komputerowych. Shodan był od tego czasu używany do wyszukiwania systemów, w tym systemów sterowania dla elektrowni wodnych, sieci elektroenergetycznych i cyklotronu.